# Iver Kleive

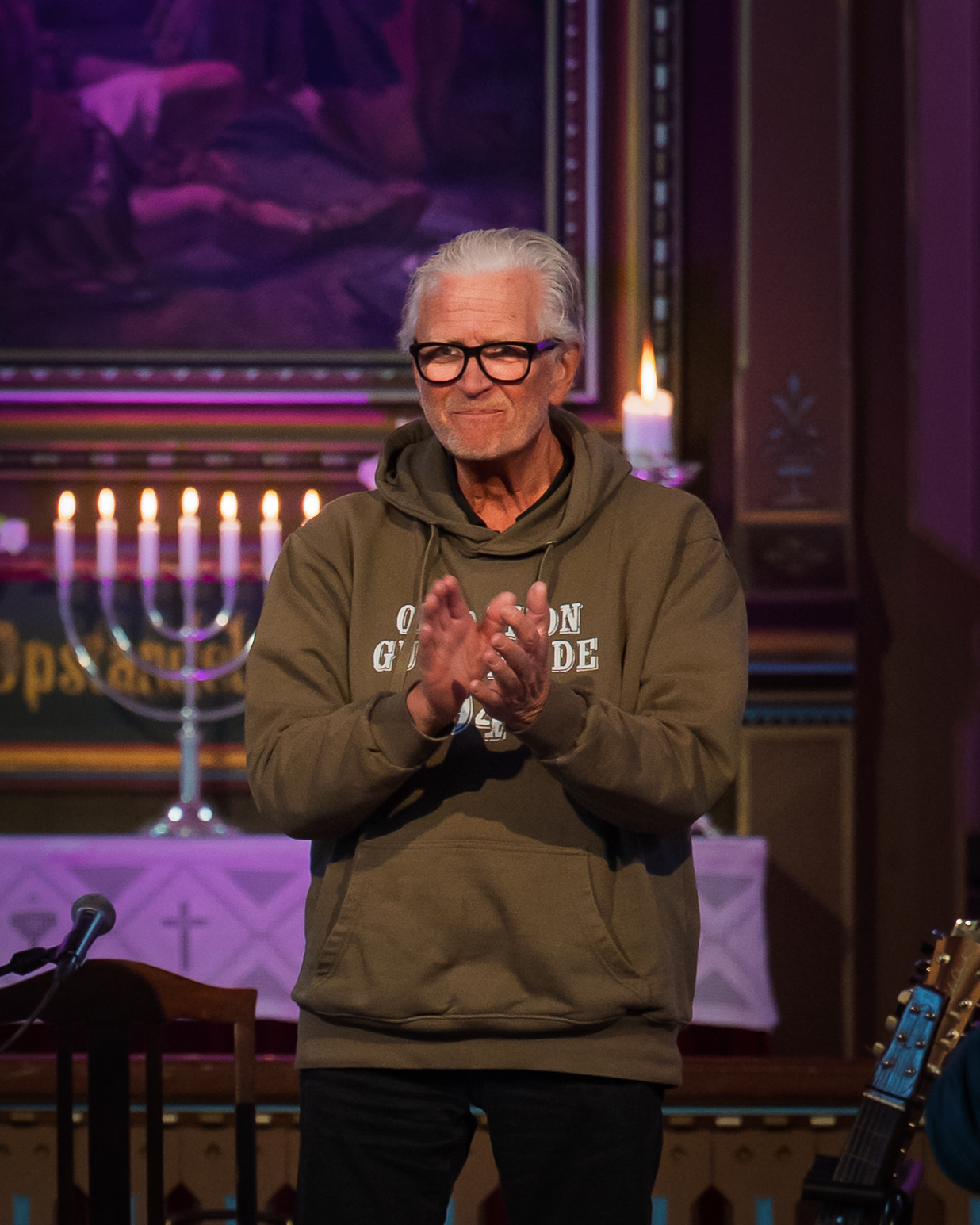
Iver Kleive, 2025

Iver Kleive (* 25. Mai 1949 in Skien) ist ein norwegischer Organist, Pianist und Komponist.
Kleive legte 1972 das Kantorenexamen am Konservatorium von Oslo ab und studierte von 1973 bis 1976 Orgel an der Staatlichen Hochschule für Musik München. Er wirkte dann als Organist an verschiedenen Kirchen, seit 1987 an der Helgerud Kirke in Bærum.
Als Konzertorganist debütierte Kleive 1987 in Oslo. Er trat bei zahlreichen Orgelfestivals und als Solist mit dem Kringkastingsorkesteret, dem Stavanger Symfoniorkester und dem Trondheim Symfoniorkester auf. 1992 unternahm er mit dem Oslo Filharmoniske Orkester unter Mariss Jansons als Synthesizer-Spieler eine Tournee durch Großbritannien.
Nachdem Kleive bereits während seines Studiums als Sänger des Münchener Bach-Chores unter Karl Richter Erfahrungen mit der Chormusik gesammelt hatte, gründete er 1988 den Oslo Bach-kor, den er seither leitet.

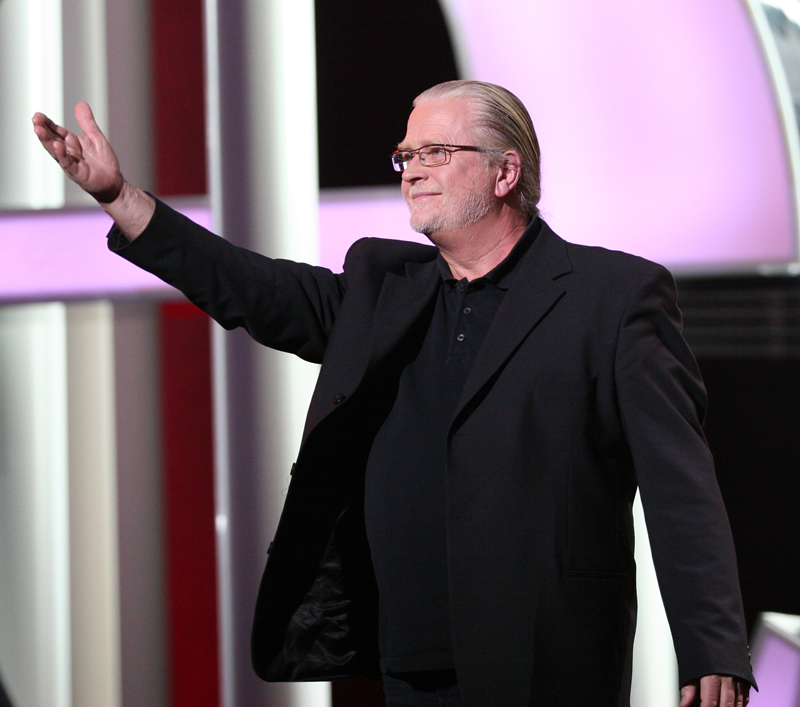
Iver Kleive, Nobel Peace Prize Concert 2008

Neben seiner Arbeit als klassischer Musiker ist Kleive auch auf dem Gebiet des Jazz und der Folkmusik aktiv. Seit 1972 war er an über 200 Plattenaufnahmen als Studiomusiker, Arrangeur oder Komponist beteiligt. Er war Sideman von Musikern wie Arve Tellefsen, Karin Krog, Jan Garbarek und Terje Rypdal, unternahm 1990 eine USA-Tournee mit Ole Edvard Antonsen, spielte mit Bjørn Eidsvåg in Moskau, mit dem Ytre Suløens Jassensemble in New Orleans und mit Sigmund Groven in Schottland, den USA und der Karibik. Mit Knut Reiersrud unternahm er eine Tournee durch Indien, Pakistan und Südafrika.
1992 erhielt er für das Album Blå Koral mit Knut Reiersrud den Spellemannprisen. 1995 veröffentlichte er Kyrie, seine erste CD mit eigenen Kompositionen. 1995 wurde sein Juleevangeliet mit dem Osloer Bachchor und den Solisten Paolo Vinaccia, Jon Eikemo, Anne Gravir und Ronnie Johansen uraufgeführt.
2007 vollendete Kleive sein Requiem für Chor, Solisten und Orgel, das er im gleichen Jahr in Ljubljana als Organist mit dem Osloer Bachchor, dem Kammerchor Mimas Tromsø, dem Chor APZ Tone Tomsic aus Ljubljana und den Solisten Marianne E. Andersen und Trond Hallstein Moe aufnahm. 2008 spielte er die Orgelmusik für den norwegischen Spielfilm Troubled Water ein.

## Diskographie
- Max Reger: Inferno, 1988
- Blå koral (mit Knut Reiersrud), 1991
- Max Reger: Alle Menschen müssen sterben, 1993
- Kyrie, 1994
- Himmelskip (mit Knut Reiersrud), 1996
- Juleevangeliet, 1998
- Den signede dag (mit Knut Reiersrud und Povl Dissing), 2000
- Hyrdenes tilbedelse, 2004
- Julemeditasjoner (mit Aage Kvalbein), 2007
- Requiem, 2007
- Orgelmusikken fra deUsynlige, 2009
- Som den gylne sol (mit Iver Kleive und Povl Dissing), 2013

| Personendaten    | Personendaten                                |
| ---------------- | -------------------------------------------- |
| NAME             | Kleive, Iver                                 |
| KURZBESCHREIBUNG | norwegischer Organist, Pianist und Komponist |
| GEBURTSDATUM     | 25. Mai 1949                                 |
| GEBURTSORT       | Skien                                        |